# 圣加布里埃尔河
圣加布里埃尔河（英語：San Gabriel River）是德克萨斯州一条河流，起源于伯尼特縣，在德克薩斯州大學城注入布拉索斯河。